# Pedro Alonso
Pedro González Alonso (Vigo, 21 juni 1972) is een Spaans acteur. Hij is vooral bekend door zijn rol als Berlín in La casa de papel.
Naast zijn acteerwerk in televisieseries speelde hij ook een aantal rollen in het theater.